# Richard Gregson
Richard Gregson (* 5. Mai 1930 in Pune, Indien; † 21. August 2019 im Wye Valley, Wales) war ein britischer Filmproduzent und Drehbuchautor.

## Leben
Gregson arbeitete nach seinem Highschool-Abschluss als Literatur- und Theateragent. Später war er der Leiter der US-amerikanischen Filiale der britischen Talentagentur London International Artists. Nach seiner Entlassung gründete er 1968 mit Wildwood Enterprises seine eigene Produktionsfirma. Robert Redford war als Partner von Beginn an beteiligt.
Als Drehbuchautor war er an der Entwicklung des Drehbuches für den Film Zorniges Schweigen beteiligt. Hierfür wurde er 1961 gemeinsam mit seinem Bruder Michael Craig und Bryan Forbes in der Kategorie Bestes Originaldrehbuch für den Oscar nominiert. In den späten 1970er-Jahren schrieb er rund zwei Dutzend Episoden der Serie The Foundation. Seine letzte öffentlich wahrnehmbare Arbeit als Drehbuchautor erfolgte mit dem Fernsehfilm Jennifer: A Woman's Story aus dem Jahr 1979. 
1969 trat er mit dem Film Schussfahrt (Downhill Racer) erst- und letztmals als Produzent in Erscheinung. Der Film war die erste Produktion von Wildwood Enterprises. Robert Redford übernahm auch eine tragende Rolle als Schauspieler. Die Regie übernahm Michael Ritchie.
Ende der 1960er Jahre heiratete er die Schauspielerin Natalie Wood. Ihre gemeinsame Tochter Natasha Gregson Wagner wurde 1970 geboren. Wood und Gregson ließen sich 1972 scheiden.
Er starb am 21. August 2019 im Alter von 89 Jahren im walisischen Wye Valley.